# Rezerwat przyrody Łąck
Rezerwat przyrody Łąck – rezerwat przyrody położony w gminie Łąck w województwie mazowieckim. Leży w obrębie Gostynińsko-Włocławskiego Parku Krajobrazowego.
Został powołany Zarządzeniem Ministra Leśnictwa i Przemysłu Drzewnego z dnia 19 kwietnia 1979 r. (M.P. z 1979 r. nr 13, poz. 77). Zajmuje powierzchnię 15,50 ha. Utworzono go w celu ochrony starodrzewu sosnowego oraz miejsca lęgowego czapli siwej.

## Klasyfikacja rezerwatu
- według głównego przedmiotu ochrony był to rezerwat faunistyczny (Fn)[3]. Początkowo celem ochrony było zachowanie starodrzewu sosnowego oraz miejsca lęgowego czapli siwej. Obecnie brak jest miejsca lęgowego czapli, a więc jednego z celów powołania rezerwatu[3]. Rezerwat Łąck jest obecnie klasyfikowany jako rezerwat leśny (typ fitocenotyczny, podtyp zbiorowisk leśnych), zaś za cel ochrony podaje się zachowanie zespołu grądu Tilio-Carpinetum z licznym udziałem przestojów sosnowych[4].
- według głównego typu środowiska był to rezerwat wód śródlądowych (W)[3]; obecnie jest to rezerwat lasów i borów (L) podtypu lasów mieszanych nizinnych (lmn)[4].

## Walory przyrodnicze
Teren rezerwatu położony jest na utworach trzeciorzędowych, na które składają się piaski, iły i żwiry, natomiast gliny zwałowe są pochodzenia czwartorzędowego. Teren charakteryzuje się formami plejstoceńskimi (morena czołowa, równina denudacyjna).
Powierzchnię rezerwatu pokrywa drzewostan sosnowy z udziałem dębu w wieku około 200 lat i wysokości 30 m ze średnią grubością (pierśnicą) około 62 cm. 
Na terenie rezerwatu stwierdzono występowanie 174 gatunków roślin naczyniowych (w tym 3 chronione, 7 paprotników) i 12 gatunków mchów. Gatunki objęte ochroną częściową to konwalia, kruszyna i turówka leśna.
Do osobliwości florystycznych w rezerwacie należą zachyłka trójkątna i klon polny.